# Alonzo Engwanda
Alonzo Tim Engwanda-Ongena (27 januari 2003) is een Belgisch voetballer die sinds 2024 uitkomt voor FC Utrecht.

## Clubcarrière
In juli 2022 ondertekende Engwanda een contractverlenging tot 2024 bij Anderlecht. Op 14 augustus 2022 maakte Engwanda uiteindelijk zijn profdebuut in het shirt van RSCA Futures, het beloftenelftal van Anderlecht dat vanaf het seizoen 2022/23 aantreedt in Eerste klasse B. Op de openingsspeeldag van het seizoen 2022/23 kreeg hij van Robin Veldman een basisplaats tegen KMSK Deinze. Engwanda speelde dat seizoen mee in 27 van de 32 competitiewedstrijden, slechts vijf keer was hij invaller.
In het seizoen 2023/24 nam Engwanda bij de RSCA Futures de aanvoerdersband over van Théo Leoni, die definitief werd overgeheveld naar de A-kern van Anderlecht. Engwanda kreeg dat seizoen gezelschap van zijn jongere broer Nunzio bij de RSCA Futures.
Op 15 februari 2024 maakte Anderlecht bekend dat Engwanda op het einde van het seizoen zou overstappen naar de Nederlandse eredivisionist FC Utrecht. Engwanda, die zijn opleidingsclub uiteindelijk verliet zonder zijn officiële debuut voor het eerste elftal gemaakt te hebben, kreeg een contract tot medio 2028 bij Utrecht.

## Clubstatistieken
| Seizoen         | Club            | Land               | Competitie      | Competitie | Competitie | Beker | Beker | Supercup | Supercup | Europees | Europees | Totaal | Totaal |
| Seizoen         | Club            | Land               | Competitie      | Wed.       | Dlp.       | Wed.  | Dlp.  | Wed.     | Dlp.     | Wed.     | Dlp.     | Wed.   | Dlp.   |
| --------------- | --------------- | ------------------ | --------------- | ---------- | ---------- | ----- | ----- | -------- | -------- | -------- | -------- | ------ | ------ |
| 2022/23         | RSCA Futures    | Vlag van België    | Eerste klasse B | 27         | 0          | —     | —     | —        | —        | —        | —        | 27     | 0      |
| 2023/24         | RSCA Futures    | Vlag van België    | Eerste klasse B | 20         | 0          | —     | —     | —        | —        | —        | —        | 20     | 0      |
| 2024/25         | FC Utrecht      | Vlag van Nederland | Eredivisie      | 14         | 0          | 3     | 0     | —        | —        | —        | —        | 17     | 0      |
| 2024/25         | Jong FC Utrecht | Vlag van Nederland | Eerste divisie  | 1          | 0          | —     | —     | —        | —        | —        | —        | 1      | 0      |
| Carrière totaal | Carrière totaal | Carrière totaal    | Carrière totaal | 62         | 0          | 3     | 0     | 0        | 0        | 0        | 0        | 65     | 0      |

Bijgewerkt op 2 april 2025.